# سياسة الفلبين أولا
سياسة الفلبين أولا أو الفلبين أولا (بالتاغالوغية: Pilipino Muna) يشير المصطلح إلى سياسة أقرها ونفذها إدارة الرئيس الفلبيني كارلوس بولستيكو غارسيا. بموجب هذه السياسة تعطى الأعمال والمشاريع والمنتجات الفلبينية الأولوية على نظيراتها الأجنبية، كما تم الترويج خلال هذه السياسة لرعاية والاهتمام بالمنتجات الفلبينية الصنع من قبل الشعب الفلبيني.

## التاريخ

### حكم الرئيس غارسيا

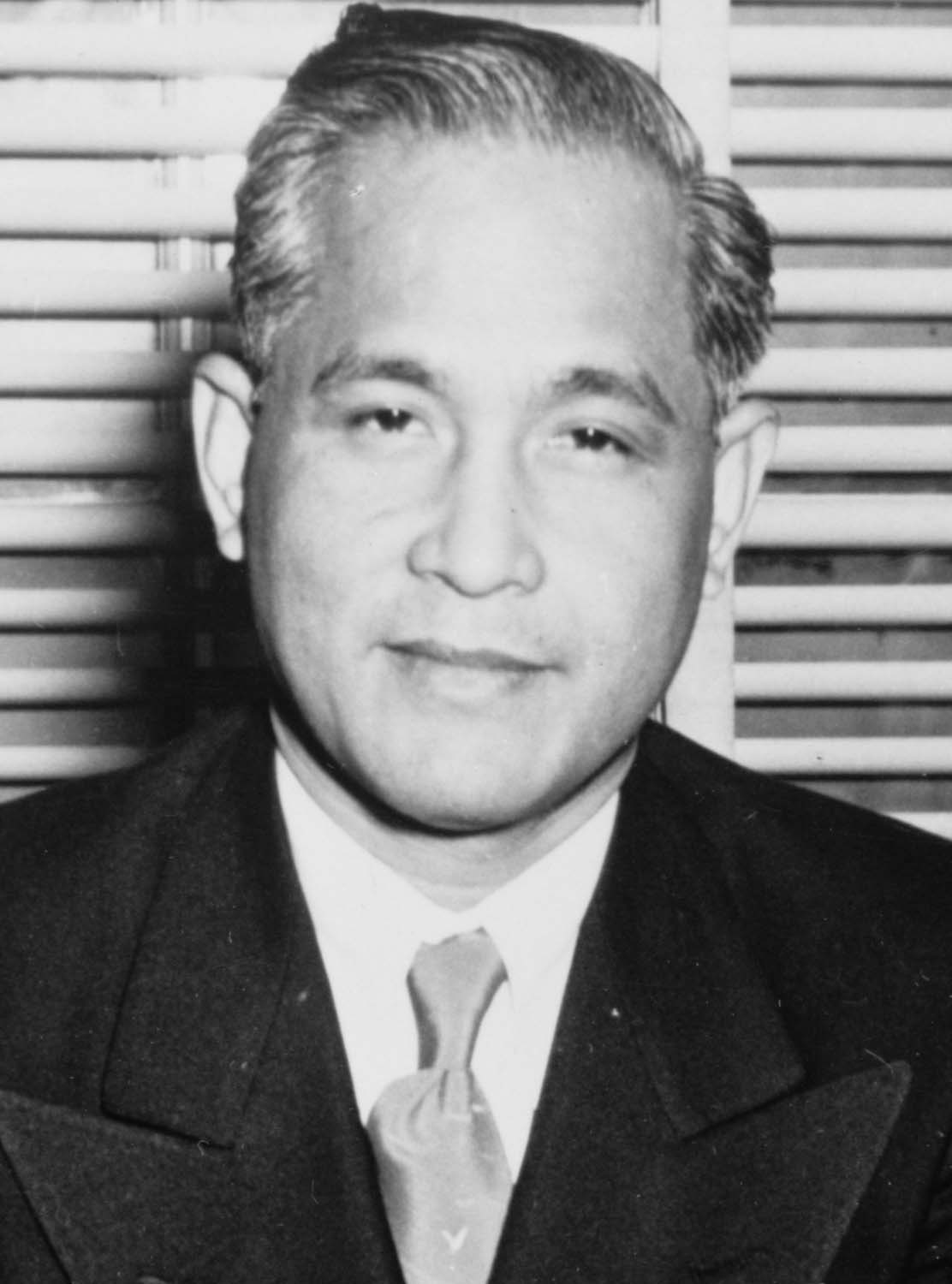
الرئيس كارلوس بولستيكو غارسيا عراب سياسة الفلبين أولًا.

كانت سياسة غارسيا ردة فعل لتأثير التجارة الحرة والهيمنة الاقتصادية الأمريكية في الفلبين لسنوات بعد الحرب العالمية الثانية. تهدف سياسة الرئيس الفلبيني إلى تأكيد أن دور الفلبين يجب أم يكون له تأثير أكبر على اقتصاد البلاد، ولا سبيل لسيطرة الفلبين على الاقتصاد سوى من خلال تعزيز «المؤسسة التجارية الفلبينية».
قام غارسيا أولاً بوضع السياسة بإصدار القرار رقم 202 للمجلس الاقتصادي الوطني في 28 أغسطس 1958. تملي السياسة على تفضيل الفلبينيين على غير الفلبينيين في الحصول على النقد الأجنبي. تمشيًا مع هذه السياسة تعهد غارسيا بأن تساعد إدارته رجال الأعمال الفلبينيين في إنشاء مشاريع في الصناعات التي يسيطر عليها غير الفلبينيين.
استُقبلت السياسة استقبالًا إيجابيًا من رجال الأعمال الفلبينيين، وكانت هناك دعوات لتوسيع نطاق السياسة لتشمل مجالات المجتمع الأخرى مثل التعليم. في المقابل استقبلت هذه السياسة استقبالًا سلبيًا من قبل رجال الأعمال الأجانب، وخاصة الأمريكيين والصينيين، إلى جانب نظرائهم الصينيين-الفلبينيين. اتهم الفلبينيون الصينيون على وجه الخصوص بسياسة التمييز بسبب تفسيرهم لكلمة «فليبينو» وشعروا بالتهميش من السياسة. صفت المعارضة السياسة بأن هذه السياسة دعاية سياسية تهدف إلى كسب تأييد الجمهور لتأمين إعادة انتخاب غارسيا رئيسًا في الانتخابات القادمة، كما وصف النقاد السياسة بأنها «معادية للأجانب».
رد جارسيا على منتقديه بأن سياسته لا تهدف إلى تعزيز «التفرد» الفلبيني أو أن تكون الساسة معادية للأجانب، وذكر أن الفلبين لن تغلق نفسها على رأس المال الأجنبي، وأكد أن السياسة تهدف إلى إعطاء الأولوية للفلبينيين فيما يتعلق بالتحكم في الصناعات الأساسية في البلد وتطورها.

### دستور 1987
تشير سياسة الفلبين أولًا إلى مجموعة من الأحكام الواردة في دستور الفلبين لعام 1987، والتي تعطي الفلبينيين معاملة تفضيلية في الاقتصاد الوطني على الأجانب. وفقًا للمادة الثانية عشرة من دستور الفلبين لعام 1987، تنص على التالي:
| سياسة الفلبين أولا | ... في منح الحقوق والامتيازات والتنازلات التي تغطي الاقتصاد الوطني والتراث ، تعطي الدولة الأفضلية للفلبينيين المؤهلين. | سياسة الفلبين أولا |